# Christopher Cooper
Christopher Cooper (* 1967) ist ein US-amerikanischer Hornist.
Cooper, in Kalifornien geboren ist in Rockport, Massachusetts aufgewachsen. Er studierte an der Universität in Boston sowie bei Arthur David Krehbiel an der Music Academy of the West in Santa Barbara, Kalifornien zu studieren. 
Im Sommer 1998 wurde Cooper Mitglied der Canadian Brass. Im Jahr 2000 gab Cooper sein Engagement bei Canadian Brass auf und ist seither freier Künstler. Er ist mit der Bratschistin Gina Feinauer, die in der San Francisco Symphony spielt, verheiratet.

## Quelle
- http://www.hornweb.ch/horn/bios.php?Cooper&Christopher

| Personendaten    | Personendaten             |
| ---------------- | ------------------------- |
| NAME             | Cooper, Christopher       |
| KURZBESCHREIBUNG | US-amerikanischer Hornist |
| GEBURTSDATUM     | 1967                      |